# New Town (North Dakota)
New Town is een plaats (city) in de Amerikaanse staat North Dakota, en valt bestuurlijk gezien onder Mountrail County.

## Demografie
Bij de volkstelling in 2000 werd het aantal inwoners vastgesteld op 1367.
In 2006 is het aantal inwoners door het United States Census Bureau geschat op 1690, een stijging van 323 (23,6%).

## Geografie
Volgens het United States Census Bureau beslaat de plaats een oppervlakte van
1,7 km², geheel bestaande uit land. New Town ligt op ongeveer 579 m boven zeeniveau.

## Plaatsen in de nabije omgeving
De onderstaande figuur toont nabijgelegen plaatsen in een straal van 40 km rond New Town.